# وليم بارتون (كاتب)
وليم بارتون (بالإنجليزية: William Barton)‏ (28 سبتمبر 1950، بوسطن في الولايات المتحدة)؛ كاتِب وروائي أمريكي.